# Phòng

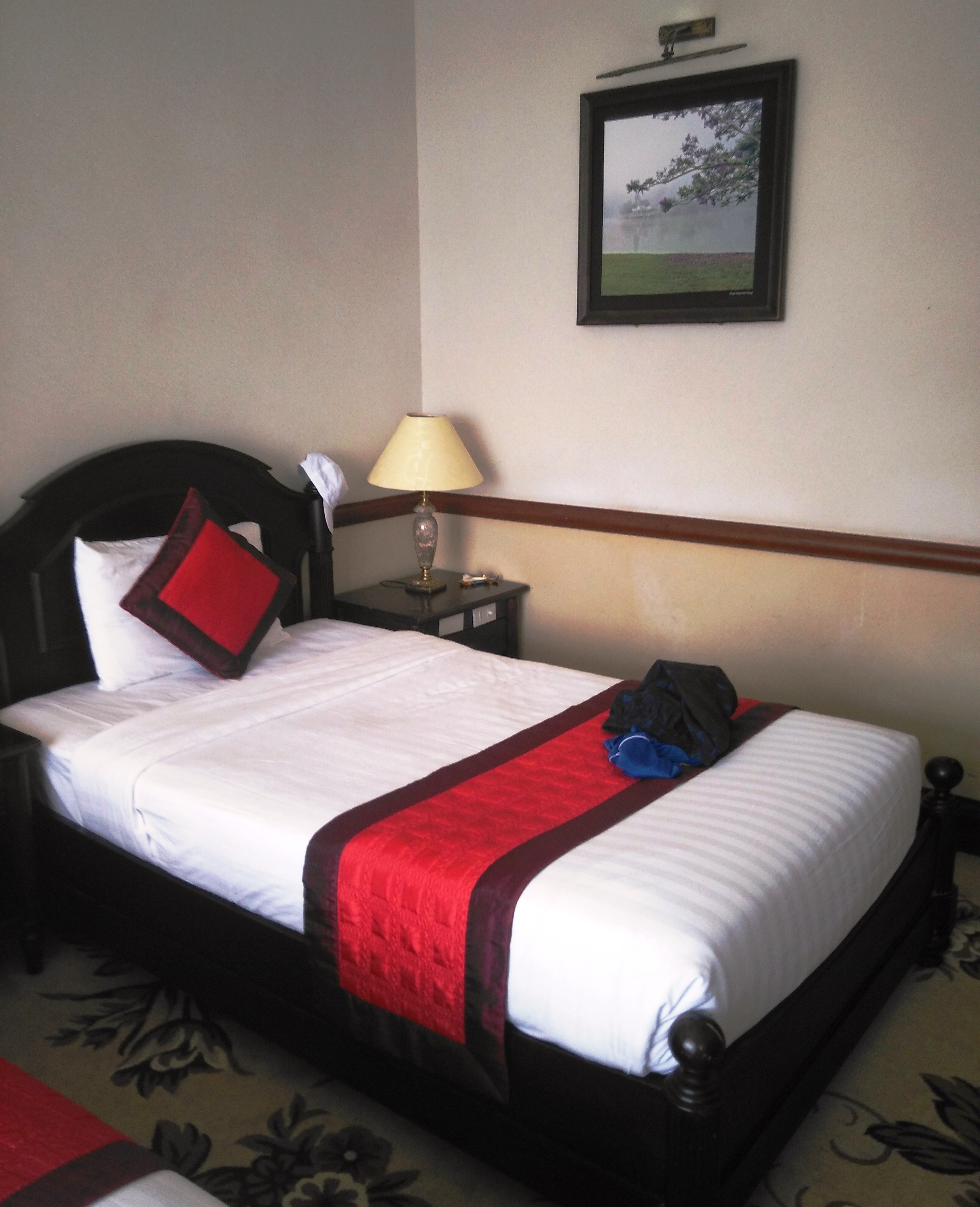
Một căn phòng ở Đà Lạt

Phòng hay căn phòng (hay còn gọi phòng ốc hay phòng ở) là một không gian xây dựng riêng biệt được thiết kế bố trí trong một cấu trúc tòa nhà ở hoặc căn nhà (nhà xây dựng). Thông thường, một căn phòng được biệt lập với không gian khác trong nhà hoặc lối đi bằng những bức tường nội thất, hơn thế nữa, nó được tách ra từ khu vực ngoài trời thông qua một bức tường bên ngoài, đôi khi là một cánh cửa. Thậm chí có thể chỉ cần là một không gian có bốn tường bao quanh và có cửa cũng được gọi là "phòng" hay "buồng".

## Lịch sử
Trong lịch sử phòng được tìm thấy đầu tiên là nền văn hóa Minoan khoảng đầu năm 2200 trước công nguyên, nơi mà các cuộc khai quật ở Santorini, Hy Lạp hay Akrotiri xác định rõ ràng phòng trong cấu trúc nhất định của những ngôi nhà cổ này. Trong hình dạng nguyên thủy của nó, các loại phòng khác nhau có thể được xác định bao gồm các phòng ngủ, nhà bếp, phòng tắm, phòng lễ tân, và các phòng sử dụng vào các mục đích khác. Có phòng được xây dựng trên các phòng khác có kết nối bằng cầu thang gọi là lầu hay tầng, ngoài ra còn phòng tắm với các thiết bị như bồn rửa, bồn tắm và nhà vệ sinh, tất cả các kết nối với một hệ thống đường ống dẫn nước bằng ống gốm đối với nước nóng và lạnh riêng biệt.
Ở thời La Mã cổ đại hình thức xây dựng rất phức tạp với các loại phòng khác nhau, bao gồm cả một số phòng tắm trong nhà. Các nền văn minh Anasazi cũng đã có một phát triển ban đầu phức tạp của cấu trúc phòng, có lẽ là lâu đời nhất ở Bắc Mỹ, trong khi người Maya ở Trung Mỹ có cấu hình phòng rất tiên tiến. Ngoài ra đầu nhà Hán ở Trung Quốc các hình thức xây dựng phức tạp đa cấp xuất hiện, đặc biệt đối với mục đích tôn giáo, lễ nghi như các phòng thờ, phòng lễ tân, phòng khách, phòng đọc sách (thư phòng),hay phòng nghe biểu diễn văn nghệ (khán phòng)...

## Cấu trúc

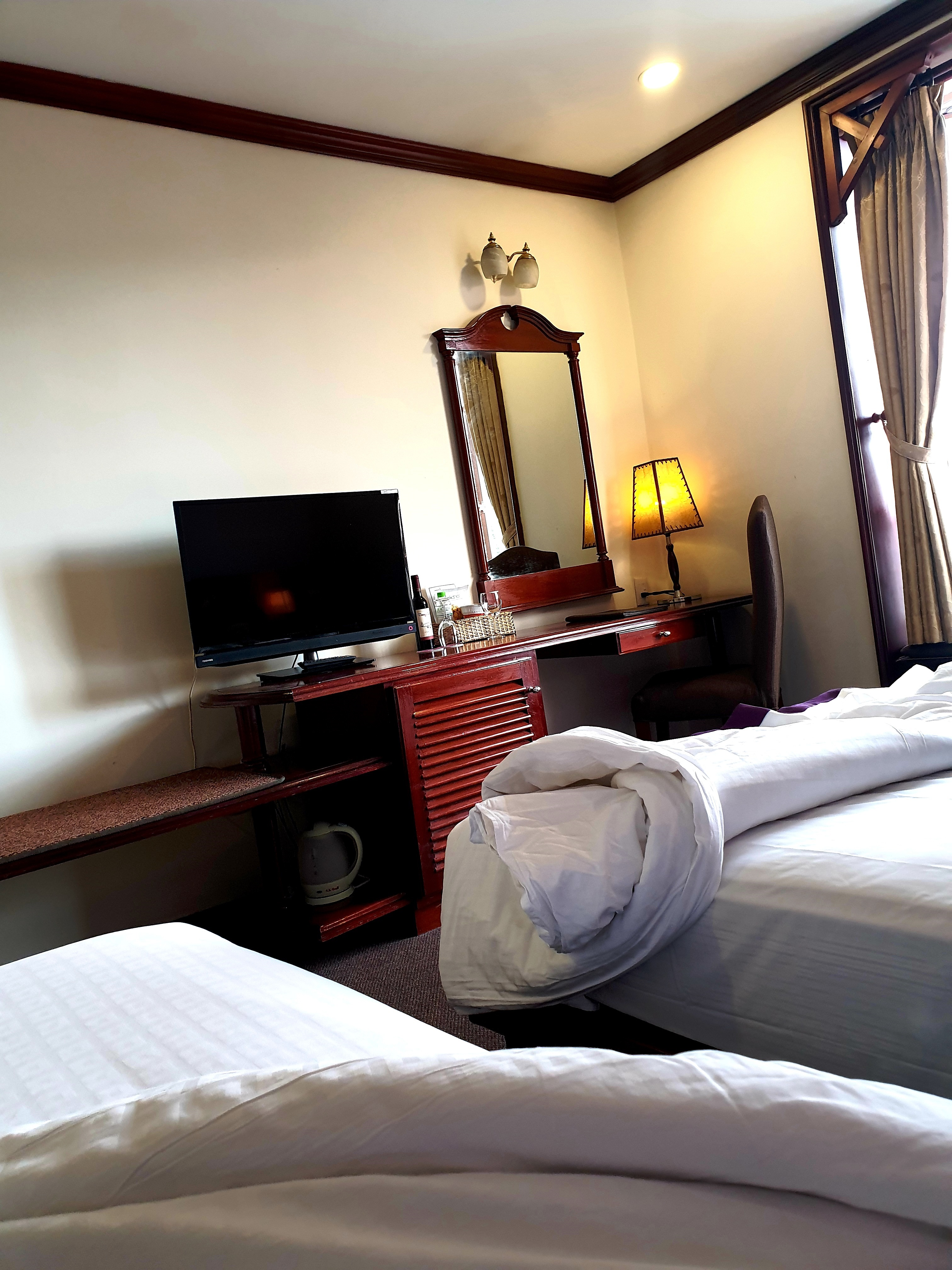
Phòng nghỉ ở Đà Lạt

Các loại phòng trong nhà có thể kể đến phòng khách, nhà vệ sinh, nhà bếp, phòng ngủ, phòng đọc sách, nhà kho, thậm chí phòng giặt đồ cũng được gọi là một gian phòng, có thể được xếp vào danh sách tổng số các phòng trong một ngôi nhà.
Sự bố trí các gian phòng thường bao gồm bốn không gian dưới đây:
- Không gian ngủ: bao gồm phòng ngủ của chủ nhà, phòng trẻ em hay phòng người già.
- Không gian ăn uống: gồm phòng ăn và nhà bếp.
- Mỗi một gia đình nên có phòng vệ sinh tương ứng kèm theo.
- Không gian có công dụng khác: gồm phòng khách, phòng sinh hoạt chung, phòng sách (thư phòng), phòng cho khách ở, ban công, nhà kho, nhà xe, thậm chí nếu nhà ở to còn có thêm phòng tập thể dục, phòng nghe nhạc, phòng tập hát…

## Kho ảnh

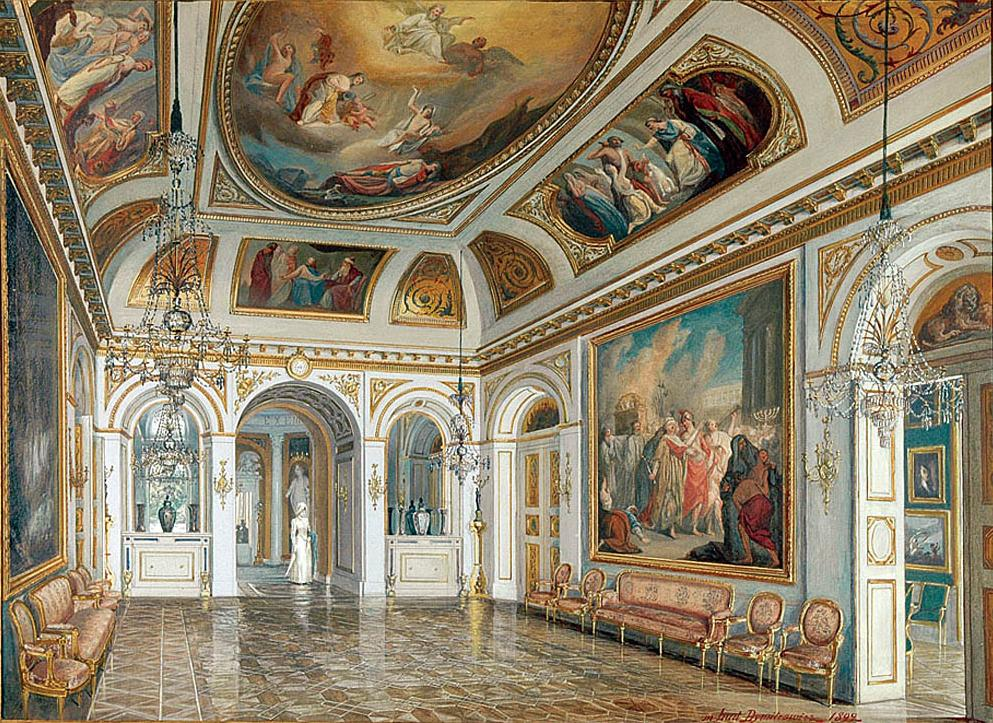
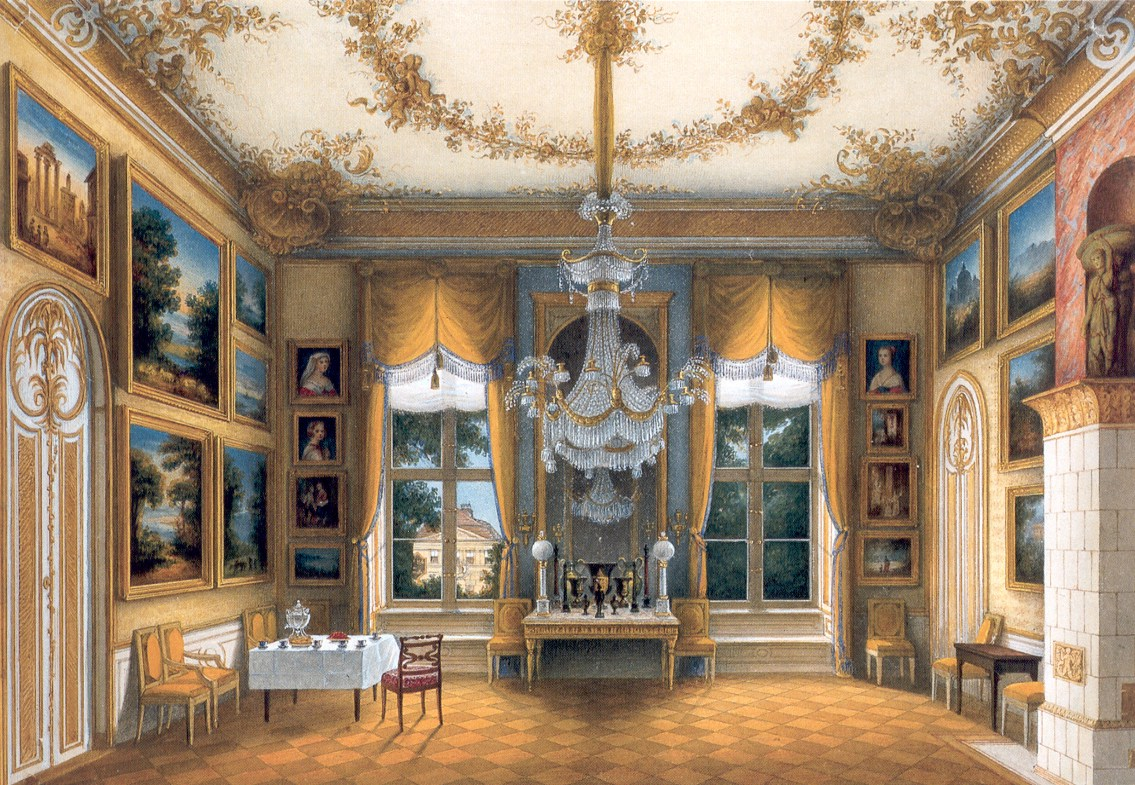
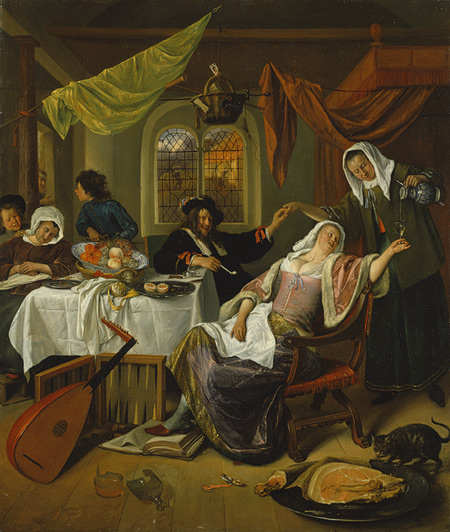
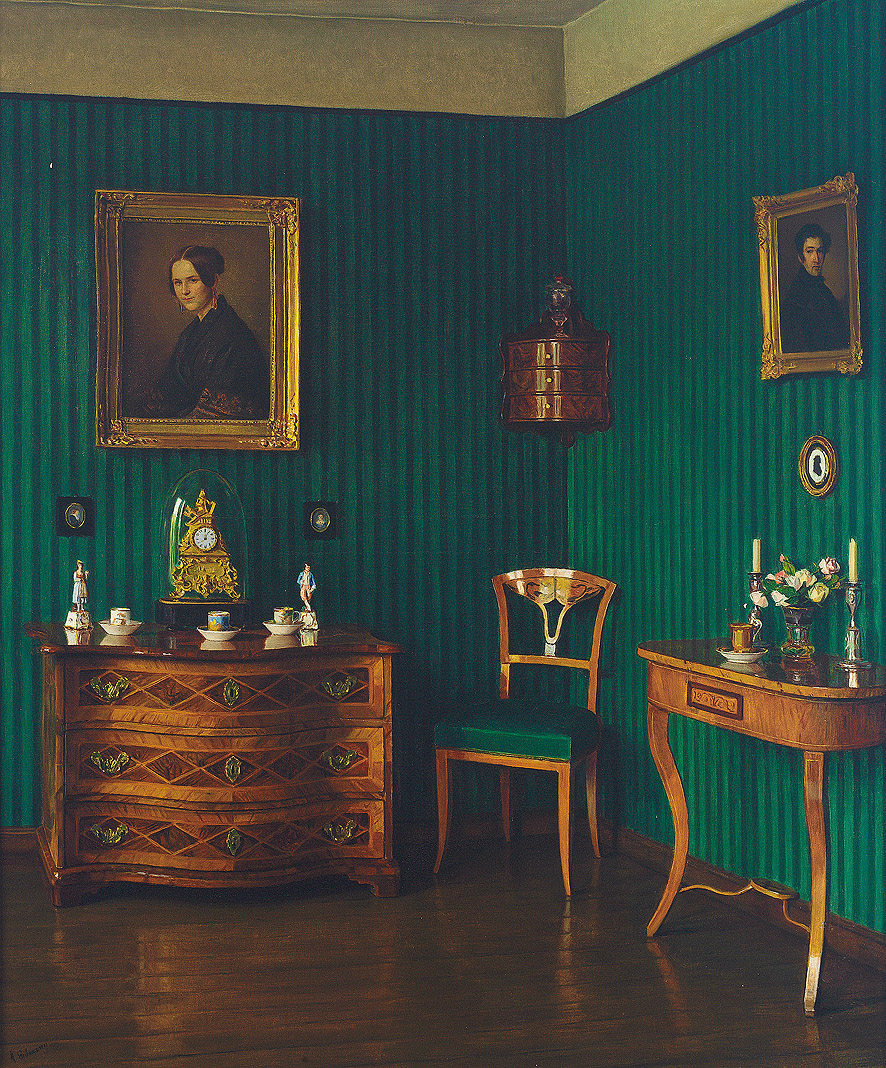
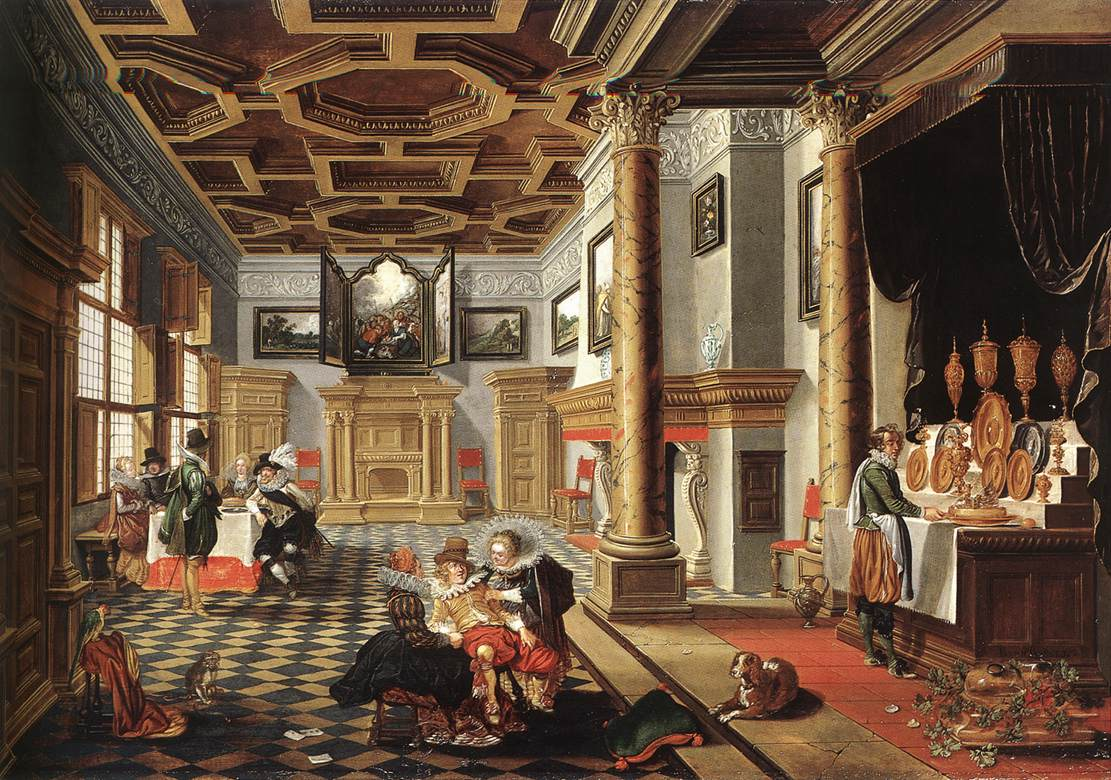
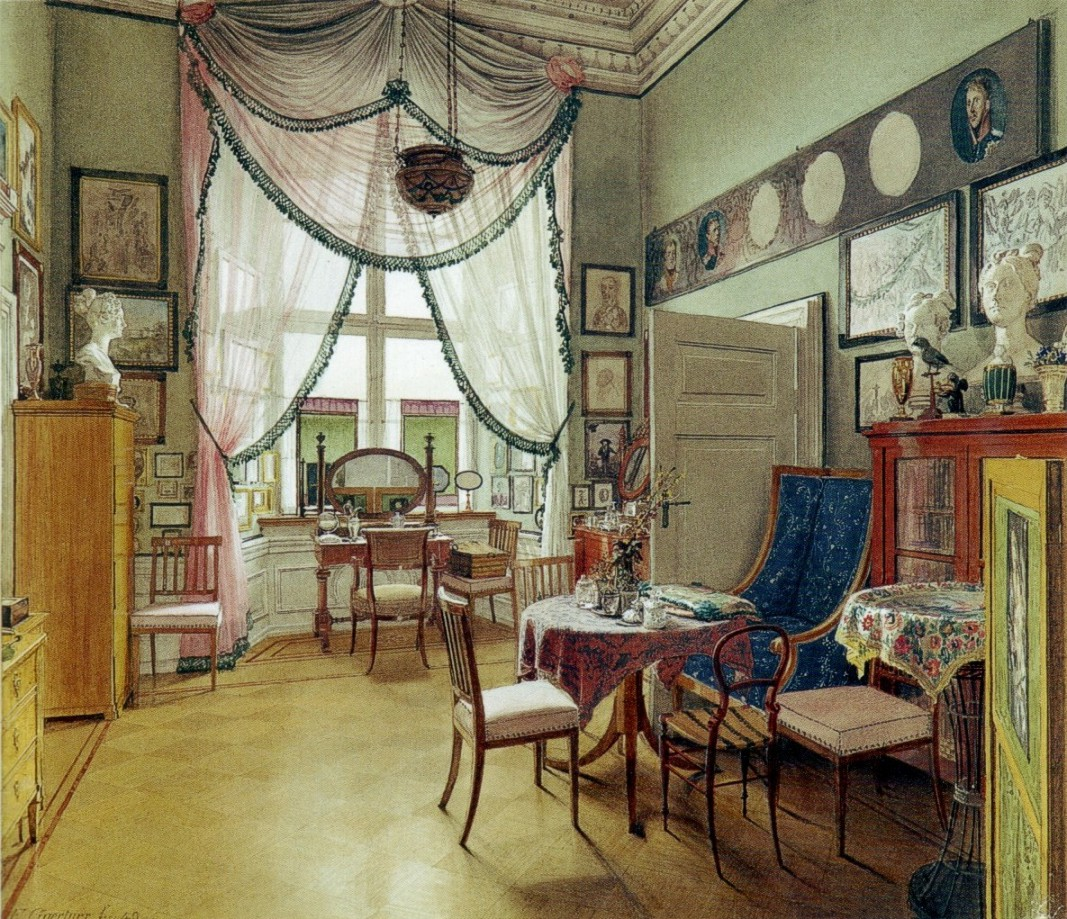
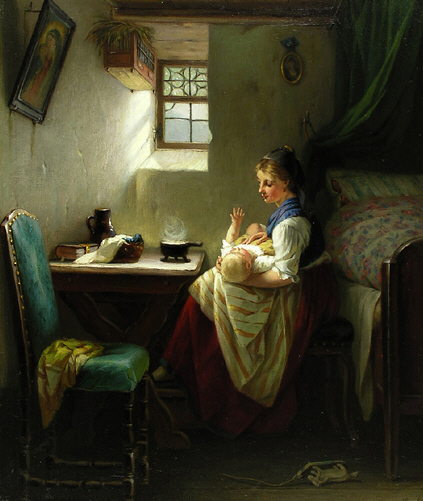
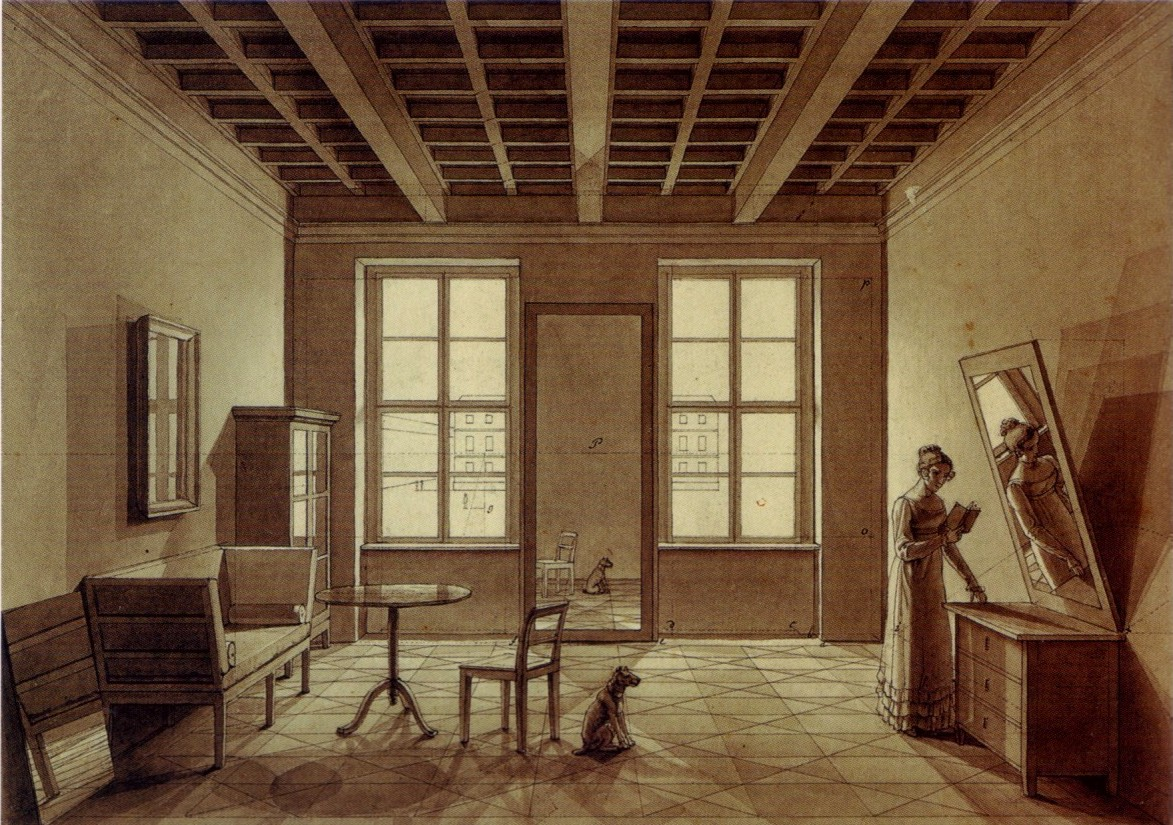
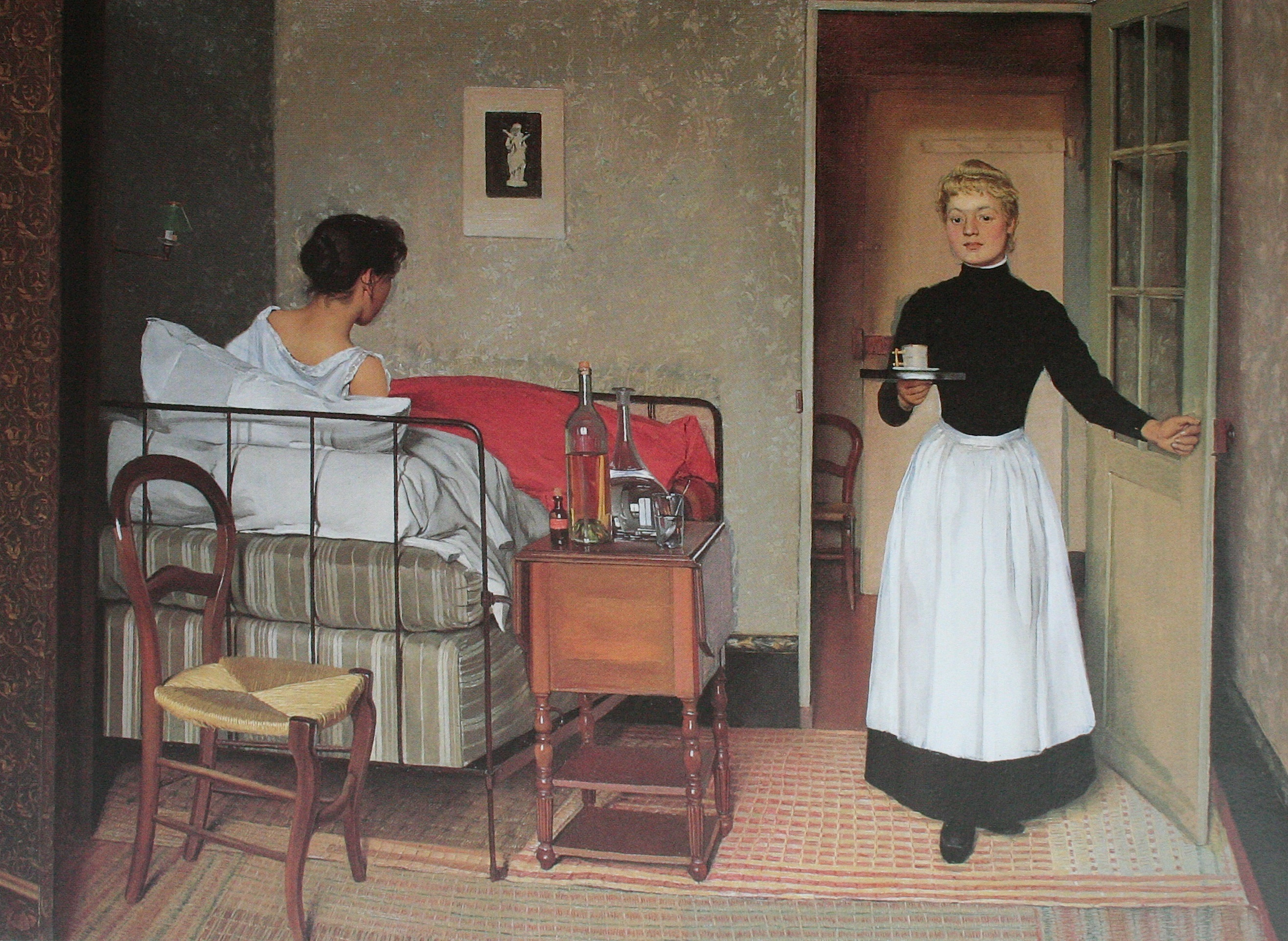
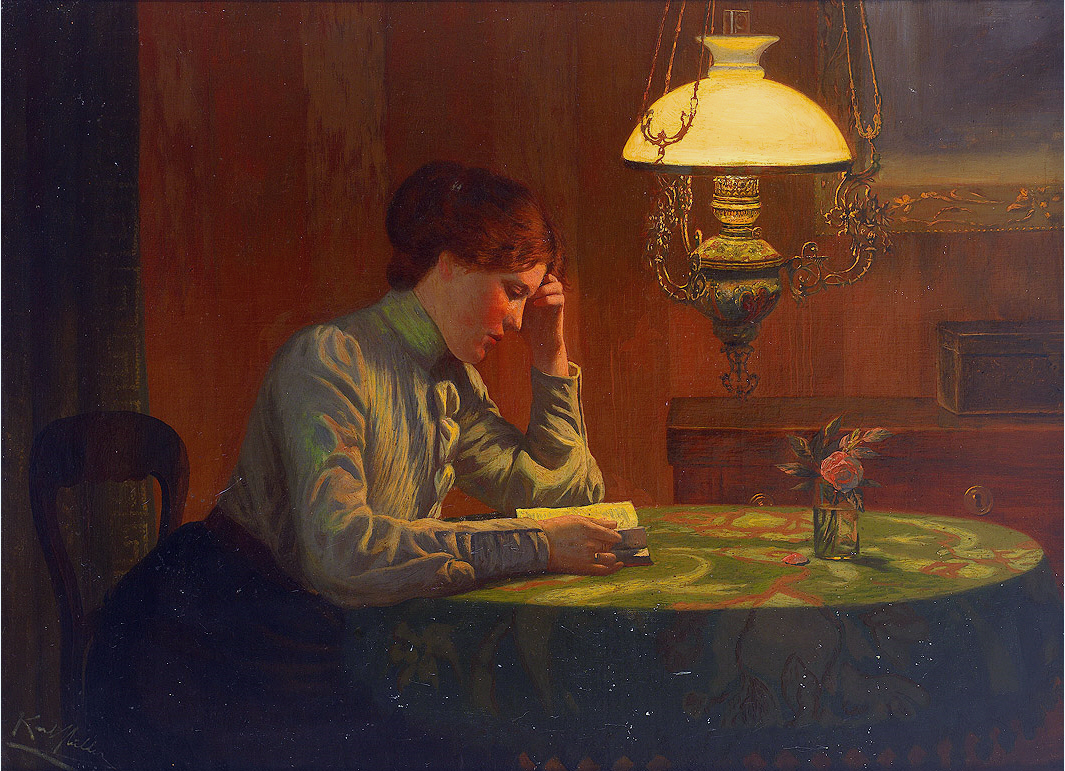
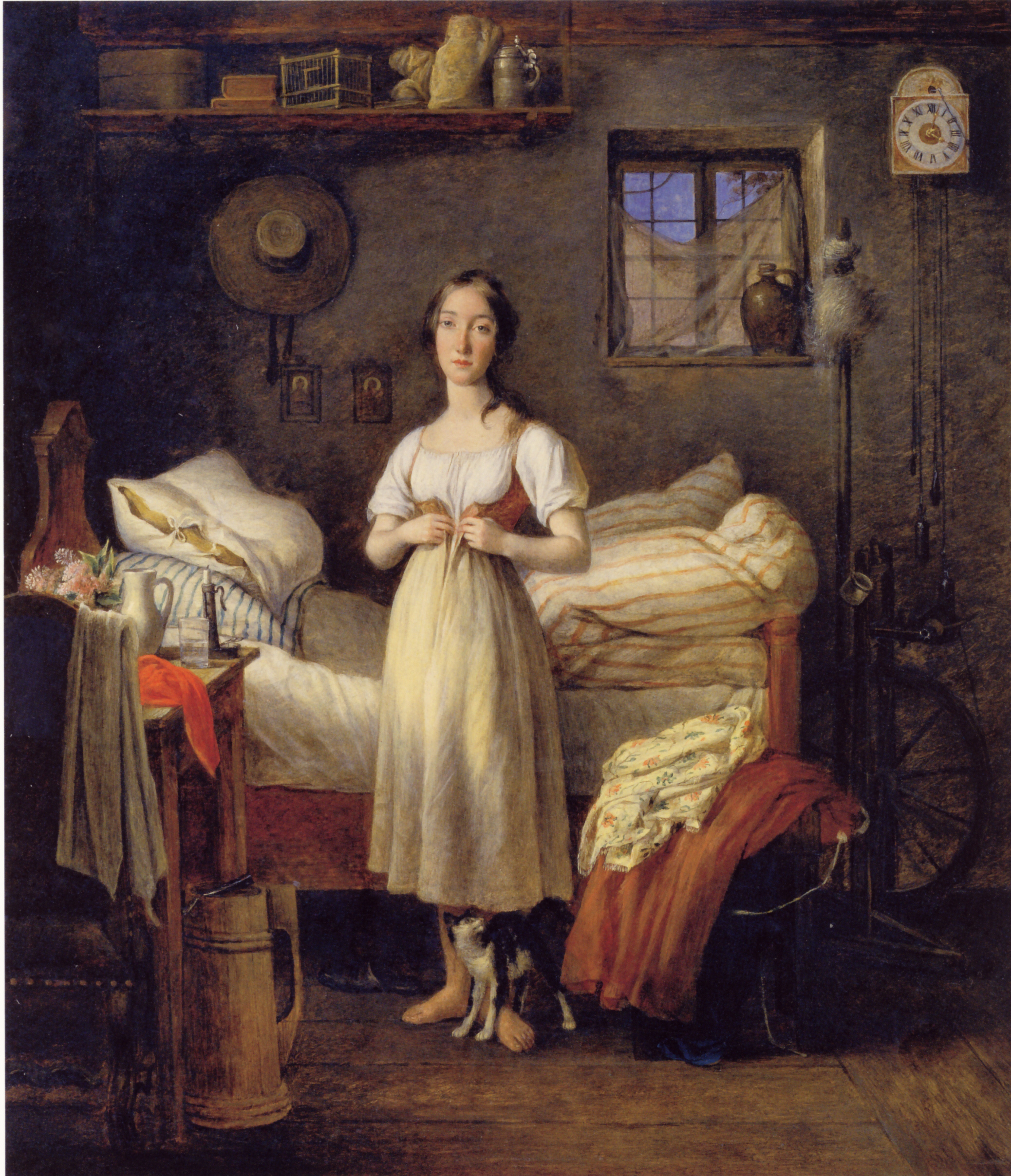
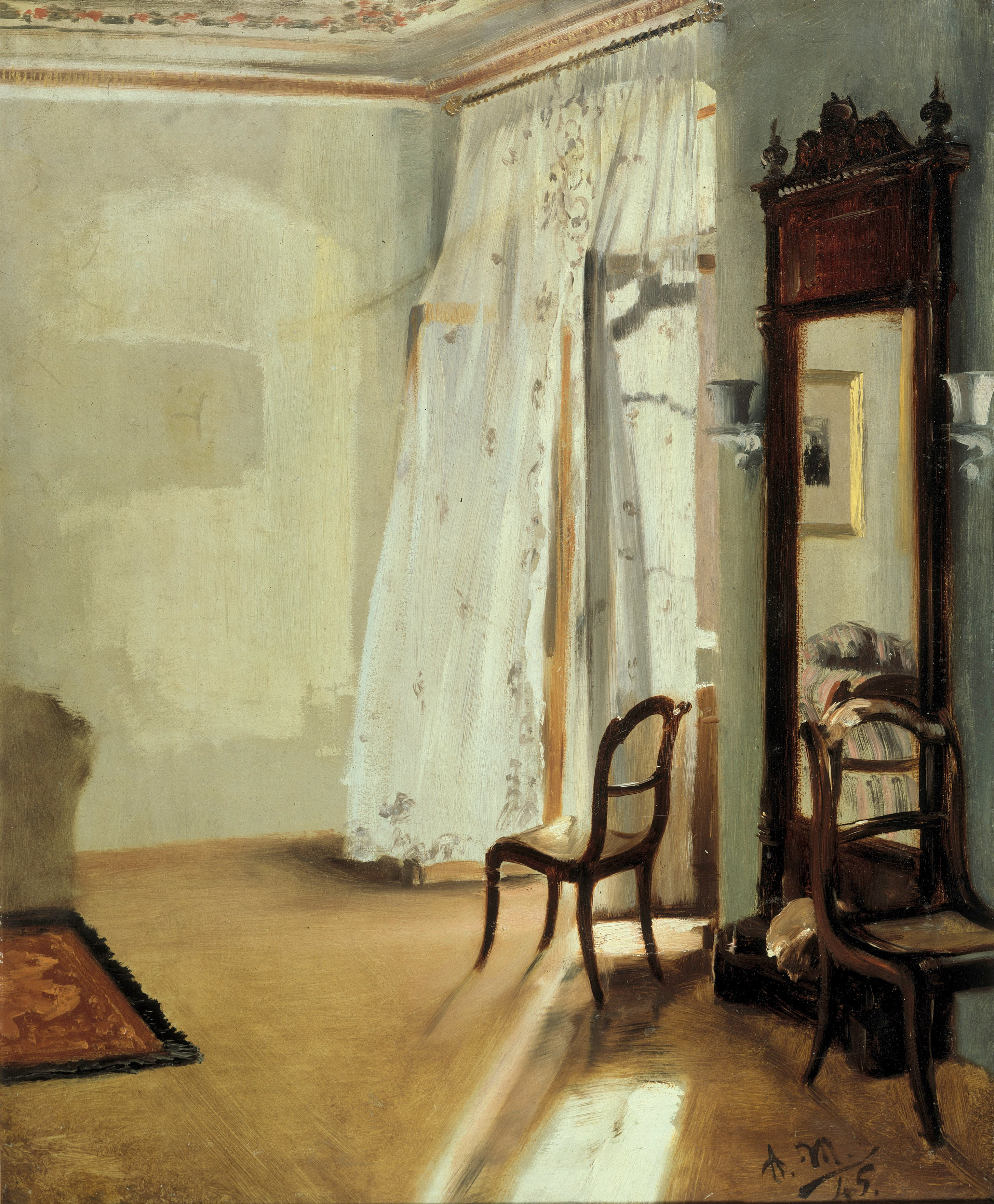